# Dan Lahav
Dan Lahav (geboren am 1. Februar 1946 in Haifa; gestorben am 14. September 2016 in Berlin) war ein Schauspieler, Theatergründer, Kunstmaler, Leiter einer Künstleragentur und Intendant. Außerdem war er zeitweise Leiter der Jüdischen Kulturtage in Berlin. Bekannt wurde er vor allem durch die Gründung und Intendanz des Deutsch-Jüdischen Theaters in Berlin.

## Leben
Lahav war der Sohn von Jeanette Lahav (geborene Feuer), die mit ihren Großeltern bis in die Zeit 1933 bis 1935 in Hamburg lebte. Mit zunehmendem Druck durch die Nationalsozialisten in Deutschland zog die Familie nach Antwerpen. Sein Großvater Chaim Feuer war ein erfolgreicher Kaufmann und hatte ein großes Ladengeschäft in Hamburg. Die Großmutter Peska Feuer (geborene Bauer) stammte aus einer reichen Lübecker Familie und war Opernsängerin. Seine Mutter Jeanette hatte eine Ausbildung als Schneiderin fast beendet, bevor sie emigrierte und fuhr später noch einmal nach Hamburg, um ihre Papiere bei ihrem Meister abzuholen. Ihr wurde nur der Rat gegeben, Deutschland so schnell wie möglich zu verlassen. Die Familie plante eine Ausreise nach Palästina, doch Visa wurden nur sehr selten vergeben. Dank eines sportlichen Erfolgs von Jeanette Feuer, sie wurde als Sprinterin auf der Kurzstrecke 1930 Hamburger Meisterin, gelang einem Teil der Familie 1936 die Ausreise, denn dieser sportliche Erfolg ermöglichte die Bewilligung des Visums. Ihre Schwestern Hanna und Lea mussten mit ihren Familien in Belgien bleiben, sie überlebten den Holocaust nicht. Ihr Bruder Siegfried Feuer schloss sich der Résistance in den Pyrenäen an. Da er aussah wie ein großgewachsener blonder Arier mit blauen Augen, wurde er nach seiner Verhaftung 1942 nicht wie seine Kameraden gehenkt, sondern erschossen.
Die Familie eröffnete ein Café in Haifa, Israel. Lahav wurde vorwiegend von seiner Großmutter aufgezogen, die ihm täglich deutsche Opernarien vorsang. Einen Vater gab es nicht, die Mutter musste schwer arbeiten. So entdeckte er sein Talent für das Theater und wirkungsvolle Auftritte. Er arbeitete zunächst als Erzieher für schwer erziehbare Kinder und besuchte drei Jahre lang die Pantomimeschule von Marcel Marceau. Er begann seine Karriere am Kindertheater Thilon. Er studierte in Tel Aviv Theaterwissenschaft und Schauspiel, es folgte ein Studium in Schauspiel und Regie in Haifa und Rollen im Theater Habimah in Tel Aviv und an Israels erster deutschsprachigen Bühne Gescher. Auch für die Malerei hatte er ein Talent, so gewann er als Jugendlicher einen nationalen Wettbewerb, der ihm eine Reise nach Europa ermöglichte. Nach dem Besuch mehrerer europäischer Städte, blieb er für zwei Jahre in Westberlin und knüpfte Kontakte zur dortigen Theaterszene. Unter anderem trat er auch im Schillertheater auf. Zurück in Israel heiratete er und gründete eine Familie und hatte zwei Kinder. 1980 zog es ihn zu seinen deutschen Wurzeln, so ging die Familie nach Berlin. Lahav liebte die Stadt, außerdem hatte er dort bereits Kontakte zu Theatern. Sie wollten nur ein paar Jahre bleiben und seine Idee war es, die Tradition der jüdischen Kultur in Deutschland wieder aufleben zu lassen. In jener Zeit des Kalten Krieges kam es weniger auf Glauben und Religion an, sondern mehr auf politische Haltungen. Für Juden waren die Lebensverhältnisse gut, es gab eine florierende jüdische Gemeinde in Westberlin und so beflügelte ihn die neue Toleranz und das Interesse der Deutschen. Die Lahavs lebten sich ein und passten sich an. Zur 750-Jahr-Feier Berlins organisierte er eine große Ausstellung mit Kunst aus Israel und leitete danach drei Jahre die Jüdischen Kulturtage. Er organisierte die Einladung der Stadt Berlin an das israelische Nationaltheater Habimah für ein Gastspiel, führte 1989 Verhandlungen mit dem Ministerium für Kultur der DDR für Auftritte der Staatskapelle Berlin in Israel, was aber durch die politische Wende in der DDR nicht mehr verwirklicht werden konnte. Das alles reichte ihm nicht, er strebte nach immer weiteren Herausforderungen. 2001 gründete er unter dem Namen Bimah das Deutsch-Jüdische Theater, das er bis zu seinem unerwarteten Tod durch einen Hirntumor am 14. Dezember 2016 als Intendant leitete.
Dan Lahav sagte über sein Theater:

„Das deutsch-jüdische Theater ist eine Begegnungsstätte mit der reichhaltigen jüdischen Kultur. Es ist ein Ort der Toleranz und Freundschaft und ich wünsche mir, dass wir noch lange in dieser schönen und spannenden Stadt spielen können.“

Begraben ist er auf dem Jüdischen Friedhof Weißensee. Auf seinem Grabstein steht: „Er ist nicht an Langeweile gestorben.“